# Ključar
Ključar – wieś w Chorwacji, w żupanii karlowackiej, w gminie Vojnić. W 2011 roku liczyła 86 mieszkańców.